# Gilda (película)
Gilda (1946) es una película dirigida por Charles Vidor que contó con Rita Hayworth y Glenn Ford como actores principales. El guion se atribuye a Ben Hecht, que como en tantas otras de sus películas no figura en los créditos.
A lo largo de los años, Gilda ha ganado el estatus de clásico de culto. En 2013, la película fue seleccionada para su conservación en el Registro Nacional de Cine de los Estados Unidos por la Biblioteca del Congreso por ser "cultural, histórica o estéticamente significativa". La gran banda argentina Serú Girán utilizó parte del audio de la película en su canción «Salir de la Melancolía» de 1981.

## Argumento
Johnny Farrell, un estadounidense recién llegado a Buenos Aires, Argentina, gana mucho dinero haciendo trampas en los dados. Es rescatado de un intento de robo por un completo extraño, Ballin Mundson. Mundson le cuenta sobre un casino ilegal de clase alta, pero le advierte que no haga trampa allí. Farrell ignora su consejo, gana en el juego de cartas y lo llevan a ver al dueño del casino, que resulta ser Mundson. Farrell convence a Mundson para que lo contrate y pronto se convierte en el gerente de casino de confianza de Mundson.
Mundson regresa de un viaje y anuncia que tiene una nueva esposa, Gilda, con quien se ha casado después de conocerla tan solo un día. Johnny y Gilda se reconocen al instante, aunque ambos lo niegan cuando Mundson les pregunta. Mundson asigna a Farrell para que vigile a Gilda. Johnny y Gilda están consumidos por el odio el uno por el otro, y ella juguetea con los hombres a todas horas en un esfuerzo cada vez más descarado para enfurecer a Johnny y, a cambio, él se vuelve más rencoroso con ella.
Mundson recibe la visita de dos mafiosos alemanes. Su organización financió un cartel de tungsteno, con todo puesto a nombre de Mundson para ocultar su conexión con él. Han decidido que es seguro hacerse cargo del cartel ahora que ha terminado la Segunda Guerra Mundial, pero Mundson se niega a transferir la propiedad. La policía argentina sospecha de los alemanes y asigna al agente Obregón para que intente obtener información de Farrell, pero él no sabe nada sobre este aspecto de las operaciones de Mundson. Los alemanes regresan al casino durante una celebración de carnaval y Mundson acaba matando a uno de ellos.
Farrell se apresura a llevar a Gilda a un lugar seguro. Solos en la casa de Mundson, tienen otro enfrentamiento y después de declarar su odio eterno, se besan apasionadamente. Después de escuchar el portazo de la puerta principal, se dan cuenta de que Mundson los ha escuchado y Farrell, lleno de culpa, lo persigue hasta un avión privado que los espera. El avión explota en el aire y cae en picado al océano. Mundson se lanza en paracaídas a un lugar seguro. Farrell, sin darse cuenta de esto, concluye que Mundson se ha suicidado.
Gilda hereda su patrimonio. Farrell y ella se casan de inmediato, pero sin que ella lo sepa, Johnny se casa con ella para castigarla por su traición a Mundson. Él la abandona, pero sus hombres la siguen día y noche para atormentarla. Gilda intenta escapar del torturado matrimonio varias veces, pero Farrell frustra todos los intentos.
Obregón confisca el casino e informa a Farrell que Gilda nunca le fue realmente infiel a Mundson ni a él, lo que llevó a Farrell a tratar de reconciliarse con ella. En ese momento, Mundson reaparece y revela que fingió su suicidio. Intenta matar tanto a Gilda como a Farrell, pero el camarero, el tío Pío, lo apuñala fatalmente. Cuando llega Obregon, Johnny intenta asumir la culpa del asesinato, pero Obregón señala que Mundson ya fue declarado legalmente muerto y se niega a arrestarlo. Farrell le da a Obregón documentos incriminatorios de la caja fuerte de Mundson. Farrell y Gilda se reconcilian.

## Reparto

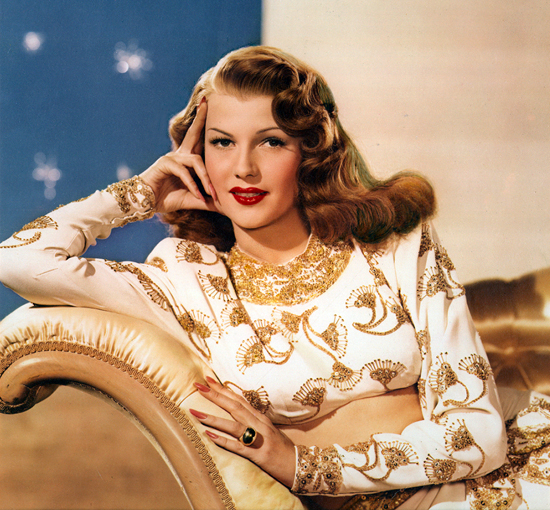
Hayworth con el vestuario que utilizó para cantar "Amado Mio" en la escena del nightclub.

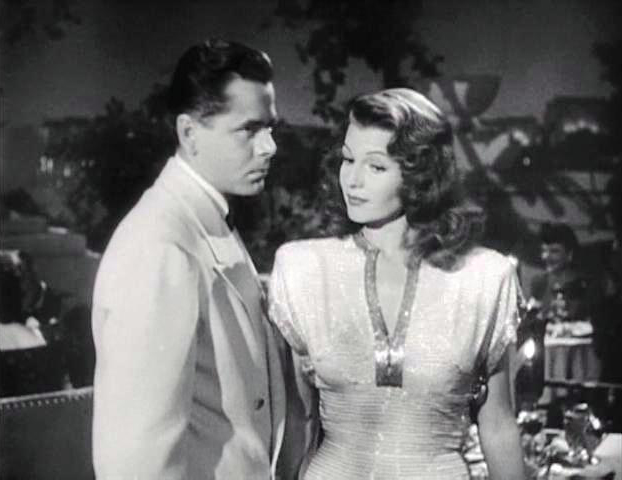
Johnny Farrell (Glenn Ford) y Gilda (Rita Hayworth)
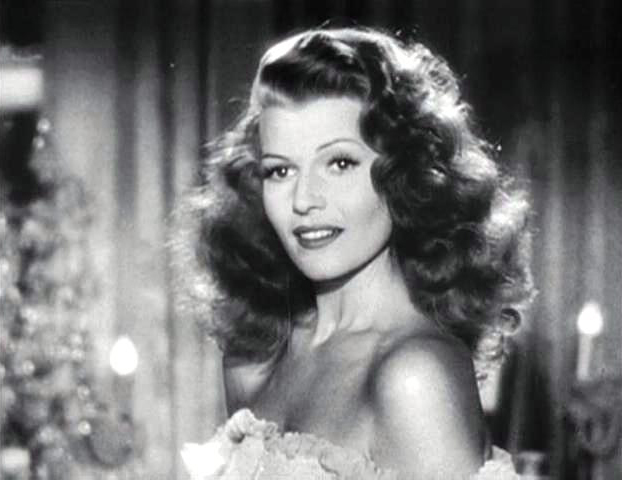
"Gilda, ¿eres decente?"

- Rita Hayworth ... Gilda
- Glenn Ford ... Johnny Farrell
- George Macready ... Ballin Mundson
- Joseph Calleia ... Detective Mauricio Miguel Obregón
- Steven Geray ... Tío Pío
- Joe Sawyer ... Casey
- Gerald Mohr ... Capitán Delgado

## Notas de la producción

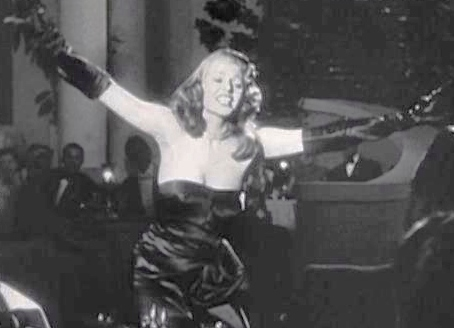
Jean Louis fue el diseñador del famoso vestido color negro que utilizó Hayworth en Gilda "El más famoso vestido que hice."